# Straße ohne Namen
Straße ohne Namen (Originaltitel: The Street with No Name) ist ein US-amerikanischer Kriminalfilm aus dem Jahr 1948 von William Keighley mit Mark Stevens und Richard Widmark in den Hauptrollen. Der Film noir wurde von 20th Century Fox produziert.

## Handlung
Die Stadt Center City wird von einer Verbrechenswelle heimgesucht. Bei Überfällen auf Banken und Nachtclubs gab es zwei Tote. Polizeichef Harmatz, Commissioner Demory und der örtliche Agent des FBI, Richard Atkins, treffen sich mit einer Einsatzgruppe des FBI unter Inspector Briggs. Nach einem Verhör des Verdächtigen Robert Danker, der seine Unschuld beteuert, wird dieser durch verschiedene Untersuchungen im FBI-Labor in Washington entlastet. Danker, für den die Kaution von einem John Smith bezahlt wurde, wird kurz darauf erstochen aufgefunden.
In der FBI-Akademie in Quantico weist Briggs den Agenten Gene Cordell ein. Cordell soll als verdeckter Ermittler eine Organisation infiltrieren, die nach Briggs Ansicht für die Verbrechen verantwortlich ist. Mit dem Bus fährt Cordell nach Center City und checkt unter dem Namen George Manly im gleichen Hotel ein, in dem auch Danker untergekommen war. Sein Kollege Cy Gordon ist in einem Hotel gegenüber abgestiegen. Gene sucht eine Trainingshalle auf und trainiert Boxen. Der Hallenbesitzer Alec Stiles wird auf ihn aufmerksam und bietet ihm Geld an, sollte er gegen einen der Boxer bestehen. Gene gewinnt und streicht das Geld ein. In einer Spielhalle trifft sich Gene mit Cy und informiert ihn, dass während des Trainings sein Sozialversicherungsausweis gestohlen wurde. Zwei Polizisten erscheinen und nehmen Gene fest. Ihm wird ein Überfall auf einen Juwelier vorgeworfen, sein Ausweis wurde am Tatort gefunden. Die Kaution wird erneut von einem John Smith hinterlegt, der sich als Stiles herausstellt. Stiles ist an eine Kopie des vom FBI gefälschten Strafregisters von George Manly gekommen und ist beeindruckt. An Bord einer Fähre erstattet Gene Briggs Bericht.
Stiles plant mit seinen Leuten einen Raubüberfall, danach kommt es zu einem Streit mit seiner Freundin Judy. Gene informiert Cy über den geplanten Überfall. Polizei und FBI bereiten eine Falle vor, doch Stiles bekommt einen Tipp von einem Informanten und bläst den Überfall ab. Gene kann Stiles Waffe an sich nehmen und einen Schuss abfeuern. Die Kugel nimmt er an sich, um sie mit den Kugeln, die die Überfallopfer töteten, vergleichen zu lassen. Stiles bemerkt, dass seine Waffe abgefeuert wurde und wendet sich an seinen Informanten, Commissioner Demory. Demory lässt die Waffe auf Fingerabdrücke untersuchen und warnt Stiles, dass Gene die Bande infiltriert hat.
Shivvy und Matty holen Gene ab, um ihn zu Stiles zu bringen. Cy folgt ihnen in einem Taxi. Briggs erhält zur gleichen Zeit die ballistischen Untersuchungsergebnisse. Die Kugeln, mit denen die Opfer getötet wurden und die Kugel, die Gene gesichert hat, wurden aus der gleichen Waffe abgefeuert. Cy folgt Shivvy, Matty und Gene zu einem Fabrikgelände. Er schickt den Taxifahrer mit einer Nachricht zu Briggs. Im Fabrikgebäude wird Cy von Shivvy entdeckt und niedergestochen. Erst als Stiles ihm erklärt, dass er ihn von Demorys Beamten „versehentlich“ töten lassen wird, wird Gene klar, dass seine Tarnung aufgeflogen ist. Briggs und Harmatz erscheinen mit Verstärkung. Stiles flüchtet durch die Fabrik, wird aber von Gene gestellt und getötet. Briggs verhaftet Demory, Cy überlebt und wird wiederhergestellt.

## Produktion

### Hintergrund
Gedreht wurde der Film vom 15. Dezember 1947 bis zum 7. März 1948 in Los Angeles, Culver City, San Pedro, Santa Ana, Inglewood, in der FBI-Akademie in Quantico sowie in den Fox-Studios in Century City.
Im Vorspann wurde folgender Text eingeblendet:

“The motion picture you are about to see was adapted from the files of the Federal Bureau of Investigation. Wherever possible, it was photographed in the original locale and played by the actual FBI personnel involved.”

„Der Film, den Sie sehen werden, basiert auf Akten des Federal Bureau of Investigation. Nach Möglichkeit wurde er an Originalschauplätzen mit dem involvierten FBI-Personal gedreht.“

Es folgte eine weitere Texttafel mit einem von J. Edgar Hoover, dem damaligen FBI-Direktor, verfassten Text:

“The street on which crime flourishes is the street extending across America. It is the street with no name. Organized gangsterism is once again returning. If permitted to go unchecked three out of every four Americans will eventually become its victims. Wherever law and order break down there you will find public indifference. An alert and vigilant America will make for a secure America”

„Die Straße, auf der das Verbrechen gedeiht, ist die Straße, die quer durch Amerika führt. Es ist die Straße ohne Namen. Organisiertes Verbrechen kehrt wieder zurück. Wenn wir das ungeprüft zulassen, werden irgendwann drei von vier Amerikanern seine Opfer werden. Wo immer Recht und Gesetz zusammenbrechen, wird die Öffentlichkeit gleichgültig. Ein wachsames und umsichtiges Amerika wird ein sicheres Amerika.“

Der Film war geplant als Fortsetzung von Das Haus in der 92. Straße, in dem Lloyd Nolan schon einmal die Rolle des Inspector Briggs spielte. Der Autor Eugene Ling stellte in der zweiten Jahreshälfte 1946 bis zum Frühling 1947 mehrere Entwürfe und ein Manuskript her, das auf seinen Recherchen im FBI-Hauptquartier in Washington D.C. basierte. Harry Kleiner schrieb auf Grundlage dieses Manuskripts das Drehbuch.

### Stab
Chester Gore und Lyle R. Wheeler oblag die künstlerische Leitung. Thomas Little war für das Szenenbild zuständig, Kay Nelson für die Kostüme mit Charles Le Maire als Leiter des Kostümfundus. Verantwortliche Toningenieure waren Roger Heman sr. und W. D. Flick. Fred Sersen steuerte die visuellen Effekte bei. Lionel Newman war der musikalische Direktor.

### Besetzung
In kleinen nicht im Abspann erwähnten Nebenrollen traten Lane Chandler, Marion Marshall, Wally Rose, Randy Stuart und Philip Van Zandt auf. Ebenfalls unerwähnt blieben Don Kohler als Richard Atkins, Robert Patten als Robert Danker und Charles Tannen als Taxifahrer.
Johnny Indrisano diente als Berater für den Boxkampf. Der Gegner wurde von Joe Gray dargestellt.

## Synchronisation
| Rolle              | Schauspieler    | Deutscher Synchronsprecher |
| ------------------ | --------------- | -------------------------- |
| Gene Cordell       | Mark Stevens    | Heinz Engelmann            |
| Alec Stiles        | Richard Widmark | Arnold Marquis             |
| Insp. Briggs       | Lloyd Nolan     | Wolf Ackva                 |
| Polizeichef Hamatz | Ed Begley       | Fritz Kampers              |
| Shivvy             | Dinald Buka     | Malte Jaeger               |
| Matty              | Joseph Pevney   | Albert Bessler             |

## Veröffentlichung
Die Premiere des Films fand am 25. Juni 1948 in Los Angeles statt. In der Bundesrepublik Deutschland kam er am 14. April 1950 in die Kinos, in Österreich September 1950.

## Kritiken
Der Filmkritiken-Aggregator Rotten Tomatoes hat in einer Auswertung von sieben Kritiken eine Zustimmungsrate von 100 Prozent errechnet. Das Publikumsergebnis hat sich bei 58 Prozent positiver Bewertungen eingependelt.
Das Lexikon des internationalen Films schrieb: „Realitätsnaher, in semidokumentarischem Stil inszenierter Kriminalfilm.“
Matthias Merkelbach vom Portal Der Film noir sah in dem Werk einen Propagandafilm, der reine Staatspropaganda für den American Way of Life sei. „Das Absurde an Straße ohne Namen sind Auszüge aus Lehrfilmen des FBI, die in die Handlung einmontiert sind, ist die Marschmusik hierzu und die Verherrlichung der Hetzjagd auf die rein bösen und pathologischen Gangster à la Stiles durch den patriotischen Erzähler aus dem Off. So ist Richard Widmark in seiner Wiederholung der Rolle Tommy Udos aus Der Todeskuß (USA 1947) das einzig Erträgliche an dem Film, demgegenüber die übrigen Charaktere Stereotypen bleiben.“
Bosley Crowther von der The New York Times nannte den Film einen brodelnden Kriminalfilm. Trotz aller konventioneller Muster und melodramatischer Klischees sei er lebhaft und im Allgemeinen spannungsgeladen.
Der Kritiker des TV Guide sah einen aufregenden und spannenden Film mit guten Darstellern und einem gut geplanten Drehbuch.

## Auszeichnungen
Harry Kleiner wurde 1949 für den von der Writers Guild of America vergebenen Robert Meltzer Award nominiert.